# سانست بیچ (اورگن)
سانست بیچ (به انگلیسی: Sunset Beach) یک منطقهٔ مسکونی در ایالات متحده آمریکا است که در Clatsop County واقع شده‌است.